# Das Blut der Anderen
Das Blut der Anderen (Originaltitel: Le Sang des autres) ist ein Filmdrama von Claude Chabrol aus dem Jahr 1984. Das Drehbuch von Brian Moore basiert auf dem gleichnamigen Roman von Simone de Beauvoir aus dem Jahr 1945. Die Hauptrolle spielte Jodie Foster.

## Handlung
Die US-Amerikanerin Hélène lernt im Jahr 1938 in Paris den Kommunisten Jean kennen. Hélène schreibt Liebesbriefe an Jean, die dieser nicht beantwortet. Er sagt Hélène während eines Treffens, er wolle sie nicht ermutigen. Später wird Hélène doch von Jean schwanger, sie treibt aber ab.
Nach Beginn des Zweiten Weltkriegs wird Jean Soldat und geht in die Gefangenschaft. Der Unternehmer Bergman kommt nach Paris. Er verliebt sich in Hélène, die ihrerseits weiterhin Jean liebt und seine Freilassung erreicht. Bergman lockt Hélène mit Versprechungen, ihr eine Karriere in der Modewelt zu ermöglichen. Jean schließt sich der Résistance an.
Die Kämpfer der Résistance bezichtigen Hélène der Kollaboration mit den Deutschen; um ihre Unschuld zu beweisen, nimmt sie an einem Anschlag gegen die Besatzer teil.

## Kritiken
Der Film-Dienst schrieb, der „sehr gefühlvolle“ Film habe eine „äußerst einfache Handlung“ und halte Gleichgewicht zwischen „Sentiment und Humor“. Er sei „keine große Arbeit von Chabrol, dazu“ fehle es ihm „an Atmosphäre, überzeugenden Dialogen und der szenischen Umsetzung“.
Die Zeitschrift Cinema schrieb, dass die „starbesetzte Miniserie durch unerwartet plumpe Dialoge“ enttäusche. Der Film sei „trotz großer Namen ein mageres Melodram“.

## Hintergründe
Gedreht wurde vom 4. Juli bis 12. November 1983 in Brüssel, Cormeilles-en-Parisis in Val-d’Oise und Paris.